# Bulbophyllum suavissimum
Bulbophyllum suavissimum là một loài phong lan thuộc chi Bulbophyllum.